# Vernon (Texas)
Vernon és una població dels Estats Units a l'estat de Texas. Segons el cens del 2000 tenia 11.660 habitants.

## Demografia
Segons el cens del 2000, Vernon tenia 11.660 habitants, 4.506 habitatges, i 2.946 famílies. La densitat de població era de 555,8 habitants per km².
Dels 4.506 habitatges en un 31,3% hi vivien nens de menys de 18 anys, en un 49,7% hi vivien parelles casades, en un 11,9% dones solteres, i en un 34,6% no eren unitats familiars. En el 31,2% dels habitatges hi vivien persones soles el 16,4% de les quals corresponia a persones de 65 anys o més que vivien soles. El nombre mitjà de persones vivint en cada habitatge era de 2,44 i el nombre mitjà de persones que vivien en cada família era de 3,07.
Per edats la població es repartia de la següent manera: un 26,6% tenia menys de 18 anys, un 10,1% entre 18 i 24, un 25,2% entre 25 i 44, un 20,9% de 45 a 60 i un 17,2% 65 anys o més.
L'edat mediana era de 36 anys. Per cada 100 dones de 18 o més anys hi havia 88,4 homes.
La renda mediana per habitatge era de 28.194 $ i la renda mediana per família de 36.913 $. Els homes tenien una renda mediana de 25.167 $ mentre que les dones 18.971 $. La renda per capita de la població era de 15.747 $. Aproximadament el 10,2% de les famílies i el 14,1% de la població estaven per davall del llindar de pobresa.

## Poblacions més properes
El següent diagrama mostra les poblacions més properes.